# Weltmeisterschaften im Gewichtheben 1999
Die 13. Weltmeisterschaften im Gewichtheben der Frauen und 70. Weltmeisterschaften im Gewichtheben der Männer fanden vom 20. bis zum 28. November 1999 in der griechischen Stadt Athen statt. An den von der International Weightlifting Federation (IWF) im Zweikampf (Reißen und Stoßen) ausgetragenen Wettkämpfen nahmen 231 Gewichtheberinnen und 395 Gewichtheber aus 88 Nationen teil.

## Medaillengewinner

### Männer

#### Klasse bis 56 Kilogramm
| Disziplin | Gold        | Gold     | Silber                | Silber   | Bronze            | Bronze   |
| --------- | ----------- | -------- | --------------------- | -------- | ----------------- | -------- |
| Reißen    | Halil Mutlu | 137,5 kg | Sergio Álvarez Boulet | 125,0 kg | Adrian Ioan Jigău | 125,0 kg |
| Stoßen    | Halil Mutlu | 166,0 kg | Wang Shin-yuan        | 157,5 kg | Iwan Iwanow       | 157,5 kg |
| Zweikampf | Halil Mutlu | 302,5 kg | Adrian Ioan Jigău     | 282,5 kg | Wang Shin-yuan    | 280,0 kg |

#### Klasse bis 62 Kilogramm
| Disziplin | Gold        | Gold     | Silber            | Silber   | Bronze             | Bronze   |
| --------- | ----------- | -------- | ----------------- | -------- | ------------------ | -------- |
| Reißen    | Shi Zhiyong | 147,5 kg | Leonidas Sampanis | 145,0 kg | Sewdalin Mintschew | 142,5 kg |
| Stoßen    | Le Maosheng | 180,5 kg | Marcus Stephen    | 172,5 kg | Sewdalin Mintschew | 172,5 kg |
| Zweikampf | Le Maosheng | 320,0 kg | Leonidas Sampanis | 315,0 kg | Sewdalin Mintschew | 315,0 kg |

#### Klasse bis 69 Kilogramm
| Disziplin | Gold            | Gold     | Silber            | Silber   | Bronze            | Bronze   |
| --------- | --------------- | -------- | ----------------- | -------- | ----------------- | -------- |
| Reißen    | Galabin Boewski | 162,5 kg | Georgios Tzelilis | 155,0 kg | Valerios Leonidis | 152,5 kg |
| Stoßen    | Galabin Boewski | 196,0 kg | Georgios Tzelilis | 190,0 kg | Valerios Leonidis | 187,5 kg |
| Zweikampf | Galabin Boewski | 357,5 kg | Georgios Tzelilis | 345,0 kg | Valerios Leonidis | 340,0 kg |

#### Klasse bis 77 Kilogramm
| Disziplin | Gold                      | Gold     | Silber             | Silber   | Bronze             | Bronze   |
| --------- | ------------------------- | -------- | ------------------ | -------- | ------------------ | -------- |
| Reißen    | Chatschatur Kyapanaktsyan | 170,5 kg | Plamen Scheljaskow | 170,0 kg | Badr Salem Nayef   | 165,0 kg |
| Stoßen    | Badr Salem Nayef          | 205,0 kg | Viktor Mitrou      | 205,0 kg | Nader Sufyan Abbas | 202,5 kg |
| Zweikampf | Badr Salem Nayef          | 370,0 kg | Viktor Mitrou      | 370,0 kg | Plamen Scheljaskow | 370,0 kg |

#### Klasse bis 85 Kilogramm
| Disziplin | Gold             | Gold     | Silber           | Silber   | Bronze       | Bronze   |
| --------- | ---------------- | -------- | ---------------- | -------- | ------------ | -------- |
| Reißen    | Pyrros Dimas     | 180,5 kg | Giorgi Assanidse | 177,5 kg | Marc Huster  | 177,5 kg |
| Stoßen    | Shahin Nasirinia | 215,0 kg | Christos Spyrou  | 207,5 kg | Pyrros Dimas | 207,5 kg |
| Zweikampf | Shahin Nasirinia | 390,0 kg | Pyrros Dimas     | 387,5 kg | Marc Huster  | 382,5 kg |

#### Klasse bis 94 Kilogramm
| Disziplin | Gold                 | Gold     | Silber         | Silber   | Bronze         | Bronze   |
| --------- | -------------------- | -------- | -------------- | -------- | -------------- | -------- |
| Reißen    | Akakios Kachiasvilis | 188,0 kg | Leonidas Kokas | 185,0 kg | Hakob Pilosjan | 182,5 kg |
| Stoßen    | Akakios Kachiasvilis | 225,0 kg | Szymon Kołecki | 225,0 kg | Bünyamin Sudaş | 220,0 kg |
| Zweikampf | Akakios Kachiasvilis | 412,5 kg | Szymon Kołecki | 405,0 kg | Leonidas Kokas | 402,5 kg |

#### Klasse bis 105 Kilogramm
| Disziplin | Gold                    | Gold     | Silber                  | Silber   | Bronze                  | Bronze   |
| --------- | ----------------------- | -------- | ----------------------- | -------- | ----------------------- | -------- |
| Reißen    | Denis Gotfrid           | 195,0 kg | Choi Jong-keun          | 190,0 kg | Jewgeni Schichliannikow | 190,0 kg |
| Stoßen    | Jewgeni Schichliannikow | 235,0 kg | Denis Gotfrid           | 235,0 kg | Robert Dołęga           | 225,0 kg |
| Zweikampf | Denis Gotfrid           | 430,0 kg | Jewgeni Schichliannikow | 425,0 kg | Choi Jong-keun          | 410,0 kg |

#### Klasse über 105 Kilogramm
| Disziplin | Gold               | Gold     | Silber            | Silber   | Bronze             | Bronze   |
| --------- | ------------------ | -------- | ----------------- | -------- | ------------------ | -------- |
| Reißen    | Jaber Saeed Salem  | 205,0 kg | Hossein Rezazadeh | 206,0 kg | Viktors Ščerbatihs | 200,0 kg |
| Stoßen    | Andrei Tschemerkin | 257,5 kg | Kim Tae-hyun      | 252,5 kg | Jaber Saeed Salem  | 250,0 kg |
| Zweikampf | Andrei Tschemerkin | 457,5 kg | Jaber Saeed Salem | 455,0 kg | Hossein Rezazadeh  | 447,5 kg |

### Frauen

#### Klasse bis 48 Kilogramm
| Disziplin | Gold             | Gold     | Silber            | Silber   | Bronze         | Bronze   |
| --------- | ---------------- | -------- | ----------------- | -------- | -------------- | -------- |
| Reißen    | Sri Indriyani    | 82,5 kg  | Li Xuezhao        | 80,0 kg  | Chu Nan-mei    | 80,0 kg  |
| Stoßen    | Donka Mintschewa | 113,5 kg | N. Kunjarani Devi | 105,0 kg | Kaori Niyanagi | 105,0 kg |
| Zweikampf | Donka Mintschewa | 192,5 kg | Sri Indriyani     | 185,0 kg | Kaori Niyanagi | 185,0 kg |

#### Klasse bis 53 Kilogramm
| Disziplin | Gold         | Gold     | Silber               | Silber   | Bronze      | Bronze   |
| --------- | ------------ | -------- | -------------------- | -------- | ----------- | -------- |
| Reißen    | Li Feng-ying | 95,0 kg  | Winarni Binti Slamet | 90,0 kg  | Swe Swe Win | 85,0 kg  |
| Stoßen    | Li Feng-ying | 121,5 kg | Winarni Binti Slamet | 112,5 kg | Wang Xiufen | 112,5 kg |
| Zweikampf | Li Feng-ying | 215,0 kg | Winarni Binti Slamet | 202,5 kg | Wang Xiufen | 197,5 kg |

#### Klasse bis 58 Kilogramm
| Disziplin | Gold         | Gold     | Silber       | Silber   | Bronze        | Bronze   |
| --------- | ------------ | -------- | ------------ | -------- | ------------- | -------- |
| Reißen    | Chen Yanqing | 105,5 kg | Ri Song-hui  | 100,0 kg | Kuo Ping-chun | 97,5 kg  |
| Stoßen    | Ri Song-hui  | 131,0 kg | Chen Yanqing | 130,0 kg | Kuo Ping-chun | 125,0 kg |
| Zweikampf | Chen Yanqing | 235,0 kg | Ri Song-hui  | 230,0 kg | Kuo Ping-chun | 222,5 kg |

#### Klasse bis 63 Kilogramm
| Disziplin | Gold          | Gold     | Silber           | Silber   | Bronze               | Bronze   |
| --------- | ------------- | -------- | ---------------- | -------- | -------------------- | -------- |
| Reißen    | Chen Jui-lien | 107,5 kg | Walentina Popowa | 105,0 kg | Xiong Meiying        | 105,0 kg |
| Stoßen    | Chen Jui-lien | 132,5 kg | Xiong Meiying    | 132,5 kg | Ioanna Chatziioannou | 127,5 kg |
| Zweikampf | Chen Jui-lien | 240,0 kg | Xiong Meiying    | 237,5 kg | Walentina Popowa     | 232,5 kg |

#### Klasse bis 69 Kilogramm
| Disziplin | Gold            | Gold     | Silber              | Silber   | Bronze              | Bronze   |
| --------- | --------------- | -------- | ------------------- | -------- | ------------------- | -------- |
| Reißen    | Erzsébet Márkus | 107,5 kg | Milena Trendafilowa | 105,0 kg | Sun Tianni          | 105,0 kg |
| Stoßen    | Sun Tianni      | 143,0 kg | Irina Kassimowa     | 130,0 kg | Milena Trendafilowa | 127,5 kg |
| Zweikampf | Sun Tianni      | 247,5 kg | Milena Trendafilowa | 232,5 kg | Erzsébet Márkus     | 232,5 kg |

#### Klasse bis 75 Kilogramm
| Disziplin | Gold         | Gold     | Silber       | Silber   | Bronze       | Bronze   |
| --------- | ------------ | -------- | ------------ | -------- | ------------ | -------- |
| Reißen    | Xu Jiao      | 112,5 kg | Kim Soon-hee | 107,5 kg | Ruth Ogbeifo | 107,5 kg |
| Stoßen    | Kim Soon-hee | 135,0 kg | Xu Jiao      | 135,0 kg | Ruth Ogbeifo | 132,5 kg |
| Zweikampf | Xu Jiao      | 247,5 kg | Kim Soon-hee | 242,5 kg | Ruth Ogbeifo | 240,0 kg |

#### Klasse über 75 Kilogramm
| Disziplin | Gold         | Gold     | Silber       | Silber   | Bronze          | Bronze   |
| --------- | ------------ | -------- | ------------ | -------- | --------------- | -------- |
| Reißen    | Ding Meiyuan | 127,5 kg | Agata Wróbel | 127,5 kg | Cheryl Haworth  | 115,0 kg |
| Stoßen    | Ding Meiyuan | 157,5 kg | Agata Wróbel | 152,5 kg | Chen Hsiao-lien | 142,5 kg |
| Zweikampf | Ding Meiyuan | 285,0 kg | Agata Wróbel | 280,0 kg | Bilkisu Musa    | 252,5 kg |

## Medaillenspiegel
Die Platzierungen im Medaillenspiegel sind nach der Anzahl der gewonnenen Goldmedaillen sortiert, gefolgt von der Anzahl der Silber- und Bronzemedaillen (lexikographische Ordnung). Weisen zwei oder mehr Nationen eine identische Medaillenbilanz auf, werden sie alphabetisch geordnet auf dem gleichen Rang geführt.
| Rang | Nation              | Gold | Silber | Bronze | Gesamt |
| ---- | ------------------- | ---- | ------ | ------ | ------ |
| 1.   | Volksrepublik China | 12   | 5      | 4      | 21     |
| 2.   | Chinesisch Taipeh   | 6    | 1      | 6      | 13     |
| 3.   | Bulgarien           | 5    | 3      | 6      | 14     |
| 4.   | Griechenland        | 4    | 10     | 6      | 20     |
| 5.   | Russland            | 3    | 3      | 2      | 8      |
| 6.   | Katar               | 3    | 1      | 3      | 7      |
| 7.   | Türkei              | 3    | 0      | 1      | 4      |
| 8.   | Iran                | 2    | 1      | 1      | 4      |
| 9.   | Ukraine             | 2    | 1      | 0      | 3      |
| 10.  | Südkorea            | 1    | 4      | 1      | 6      |
| 11.  | Indonesien          | 1    | 4      | 0      | 5      |
| 12.  | Nordkorea           | 1    | 2      | 0      | 3      |
| 13.  | Armenien            | 1    | 0      | 1      | 2      |
| 13.  | Ungarn              | 1    | 0      | 1      | 2      |
| 15.  | Polen               | 0    | 5      | 1      | 6      |
| 16.  | Rumänien            | 0    | 1      | 1      | 2      |
| 17.  | Georgien            | 0    | 1      | 0      | 1      |
| 17.  | Indien              | 0    | 1      | 0      | 1      |
| 17.  | Kuba                | 0    | 1      | 0      | 1      |
| 17.  | Nauru               | 0    | 1      | 0      | 1      |
| 21.  | Nigeria             | 0    | 0      | 4      | 4      |
| 22.  | Deutschland         | 0    | 0      | 2      | 2      |
| 22.  | Japan               | 0    | 0      | 2      | 2      |
| 24.  | Lettland            | 0    | 0      | 1      | 1      |
| 24.  | Myanmar             | 0    | 0      | 1      | 1      |
| 24.  | Vereinigte Staaten  | 0    | 0      | 1      | 1      |